# Verbéna
A verbéna növénynemzetségről a vasfű cikkben olvashatsz.
A Verbéna újabb keletű névalkotás a verbéna virágnévből, ami latin eredetű, a jelentése zöld ág.

## Gyakorisága
Az 1990-es években szórványos név, a 2000-es években nem szerepel a 100 leggyakoribb női név között.

## Névnapok
- július 9.[2]
- július 22.[2]